# Alekséi Savrasenko
Alekséi Savrasenko (en en ruso: Алексей Саврасенко; nacido el 28 de febrero de 1979 en Krasnodar, Rusia) es un jugador profesional de baloncesto que en la actualidad está retirado tras haber jugado en la temporada 2012/13 en el Lokomotiv Kuban Krasnodar de la liga rusa
Con 2,15 m de altura y 120 kilos de peso ocupa la posición de pívot. Además de la rusa también tiene la nacionalidad griega (en Grecia es conocido como Alexis Amanatidis)
Savrasenko es un integrante habitual de la selección de baloncesto de Rusia con la que ha participado en el mundial del 2002 y en los Eurobasket de 2001, 2003, 2005 y 2007. En esta última edición se proclamó campeón de Europa en la final celebrada en Madrid ante España.

## Trayectoria
- 1995-2000 – Olympiacos BC (A1 Ethniki)
- 2000-2001 – Peristeri BC (A1 Ethniki))
- 2001-2002 – Olympiacos BC (A1 Ethniki)
- 2003-2009 - CSKA Moscú (Superliga de Rusia)
- 2009-2010 - BC Spartak de San Petersburgo (Superliga de Rusia)
- 2010-2011 - BK Jimki (Superliga de Rusia)
- 2011-2012 - UNICS Kazán (Superliga de Rusia)
- 2012-2013 - Lokomotiv Kuban Krasnodar

## Palmarés

### Clubes
- A1 Ethniki (2): 1996 y 1997
- Copa de Grecia (2): 1997 y 2002
- Euroliga (3): 1997, 2006 y 2008
- Superliga de Rusia (6): 2003, 2004, 2005, 2006, 2007 y 2008
- Copa de Rusia (3): 2005, 2006 y 2007
- VTB United League (1): 2011

#### Selección nacional
- Medalla de oro en el Eurobasket 2007